# Volver a empezar
Pour plus de détails, voir Fiche technique et Distribution.
Volver a empezar est un film espagnol réalisé par José Luis Garci, sorti en 1982.

## Fiche technique
- Titre : Volver a empezar
- Réalisation : José Luis Garci
- Scénario : José Luis Garci et Ángel Llorente
- Production : José Esteban Alenda, José Luis Garci et Ángel Llorente
- Photographie : Manuel Rojas
- Montage : Miguel González Sinde
- Pays d'origine :  Espagne
- Format : couleurs - 1,85:1 - Mono
- Genre : drame
- Durée : 87 minutes
- Date de sortie : 1982

## Distribution
- Antonio Ferrandis : Antonio Albajara
- Encarna Paso : Elena
- José Bódalo : Roxiu
- Agustín González : Gervasio Losada
- Pablo Hoyos : Ernesto
- Marta Fernández Muro : Carolina

## Distinctions
- Oscar du meilleur film en langue étrangère